# هم اکسیژناز
هم اکسیژناز (به انگلیسی: Heme oxygenase)( HO ) آنزیمی است که باعث تخریب هم می‌شود . این آنزیم باعث ایجاد بیلیوردین ، آهن دو ظرفیتی و کربن مونوکسید می‌شود . هم اکسیژناز اولین بار در اواخر دهه ۱۹۶۰ میلادی توصیف شد. 